# جائزة أنتيراليي

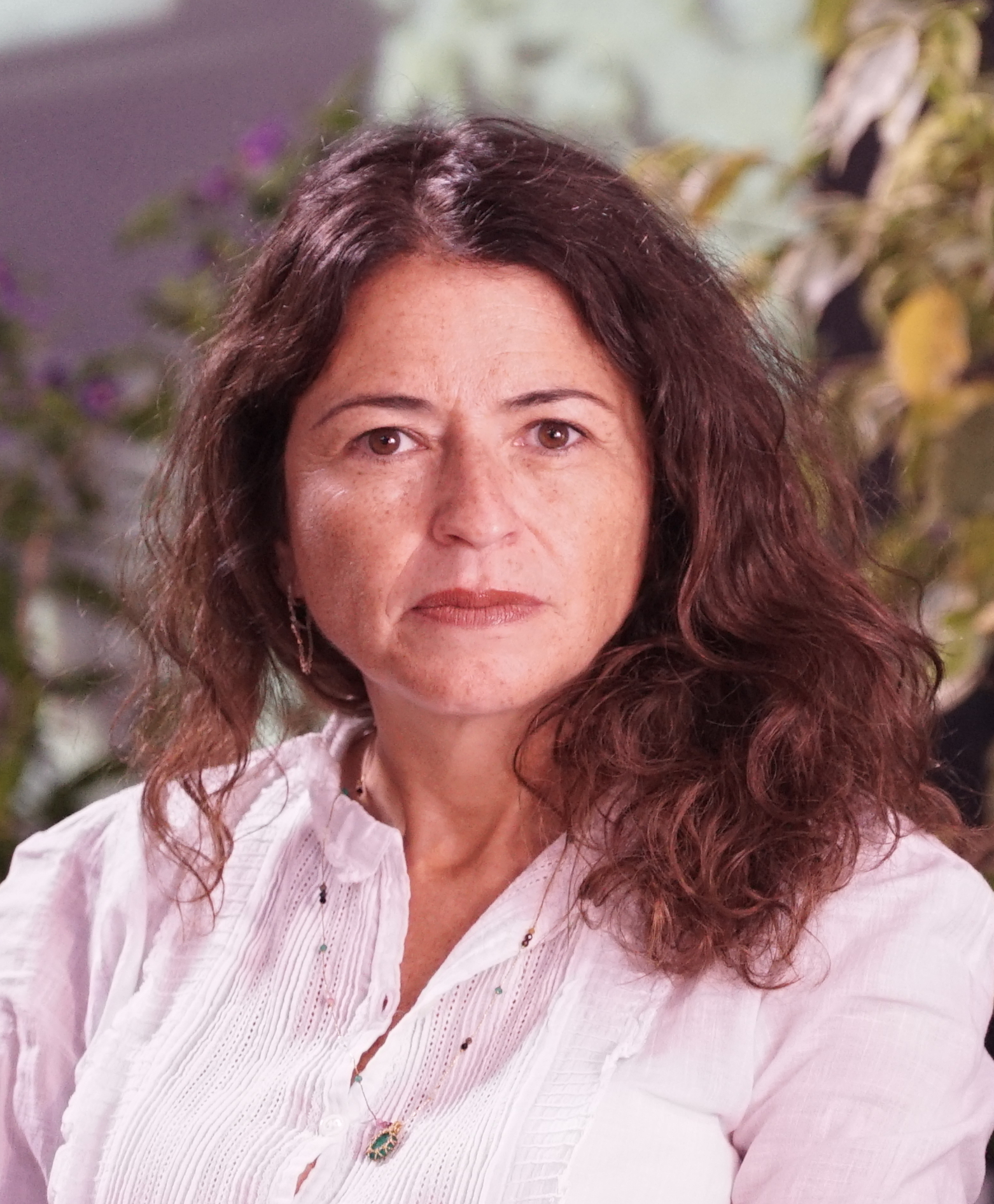

جائزة أنتيراليي (بالفرنسية: Prix Interallié)، هي جائزة أدبية فرنسية سنوية، تعطى لرواية كتبها صحفي.

## تاريخ
بدأت الجائزة في 3 ديسمبر 1930 من طرف حوالي ثلاثين أو أكثر من الصحفيين الذي كانوا يتناولون غذائهم في cercle de l'Union interallié، الذين كانوا ينتظرون الإعلان عن الفائز بجائزة فيمينا الأدبية.
كانت لجنة التحكيم تتكون من عشرة صحفيين، والفائز بالجائزة في السنة الماضية. تعطى الجائزة بشكل عام في يوم غير محدد في أوائل نوفمبر، بعد جائزة غونكور. تمر المداولات في المطعم الفرنسي Lasserre. على الرغم من أن الفوز بجائزة أنتيراليي يساعد غالبا على بيع الرواية، فالجائزة شرفية، ولا يعطى فيها مال.